# 费姆克·海姆斯凯克

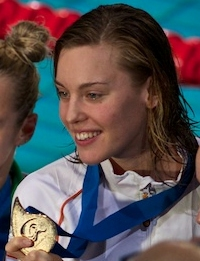
费姆克·海姆斯凯克

费姆克·海姆斯凯克（荷蘭語：Femke Heemskerk，1987年9月21日—），生于南荷蘭省，荷兰女子自由泳游泳运动员。曾参加2008年、2012年和2016年三届奥运，共收获一枚金牌和一枚银牌。